# Goliathus goliatus
Goliathus goliatus ou Besouro-golias é uma espécie de besouro da família Scarabaeidae. Uma das maiores espécies do gênero, às vezes chegando a mais de 100 mm de comprimento. Possui uma ampla distribuição do oeste para o leste da África Equatorial.
A espécie chega a atingir 15 cm de comprimento, sendo um dos maiores representantes da ordem dos coleópteros. Apresenta ainda hábitos diurnos e alimenta-se de pólen.
Os machos grandes possuem ao redor de 11 cm de comprimento, portanto não podem competir em tamanho com o Cerambicídeo Gigante nem com o bicho-pau de Bornéu, mas a sua robustez o dota com um peso que alcança 40g. Os machos tem um chifre em forma de "Y", usado em lutas, principalmente na epoca de acasalamento. As larvas desta espécie, por sua vez, chegam a superar 100g de peso nas fases prévias à sua conversão em pupa.
Seu nome, Golias, faz referencia ao gigante da biblia, morto por Davi.

## Sinônimos
- Goliathus adspersus Sjostedt, 1927
- Goliathus africanus Lamarck, 1801
- Goliathus albatus Kraatz, 1897
- Goliathus albipennis Endrodi, 1960
- Goliathus albovariegatus Sjostedt, 1927
- Goliathus apicalis Kraatz, 1895
- Goliathus confluens Kraatz, 1897
- Goliathus conjunctivittis Kraatz, 1898
- Goliathus connectens Csiki, 1904
- Goliathus curtivittis Kraatz, 1898
- Goliathus giganteus Lamarck, 1817